# Bilbomben i Nacka 1999
Bilbomben i Nacka 1999 var en bilbomb som detonerade i Nacka den 28 juni 1999. En journalist som under pseudonymen "Peter Karlsson" skrivit om högerextremism och vit makt-musik i bland annat Aftonbladet och tidskriften Expo skadades allvarligt. Hans åttaårige son fick också lindriga skador. Nynazister som journalisten granskat utpekades. Dådet fick stor uppmärksamhet i Sverige tillsammans med flera andra våldsdåd i landet under det året som också ansågs ha stark nynazistisk koppling, bland andra Malexandermorden och mordet på Björn Söderberg.

### Fotnoter
1. ↑  Maria Crofts. ”Hela vårt liv är förstört”. Aftonbladet. 29 juli 1999.
2. ↑  Daniel Värjö. P3 dokumentär om Året nynazisterna skakade Sverige. Sveriges Radio. 15 mars 2009.